# Epinomis

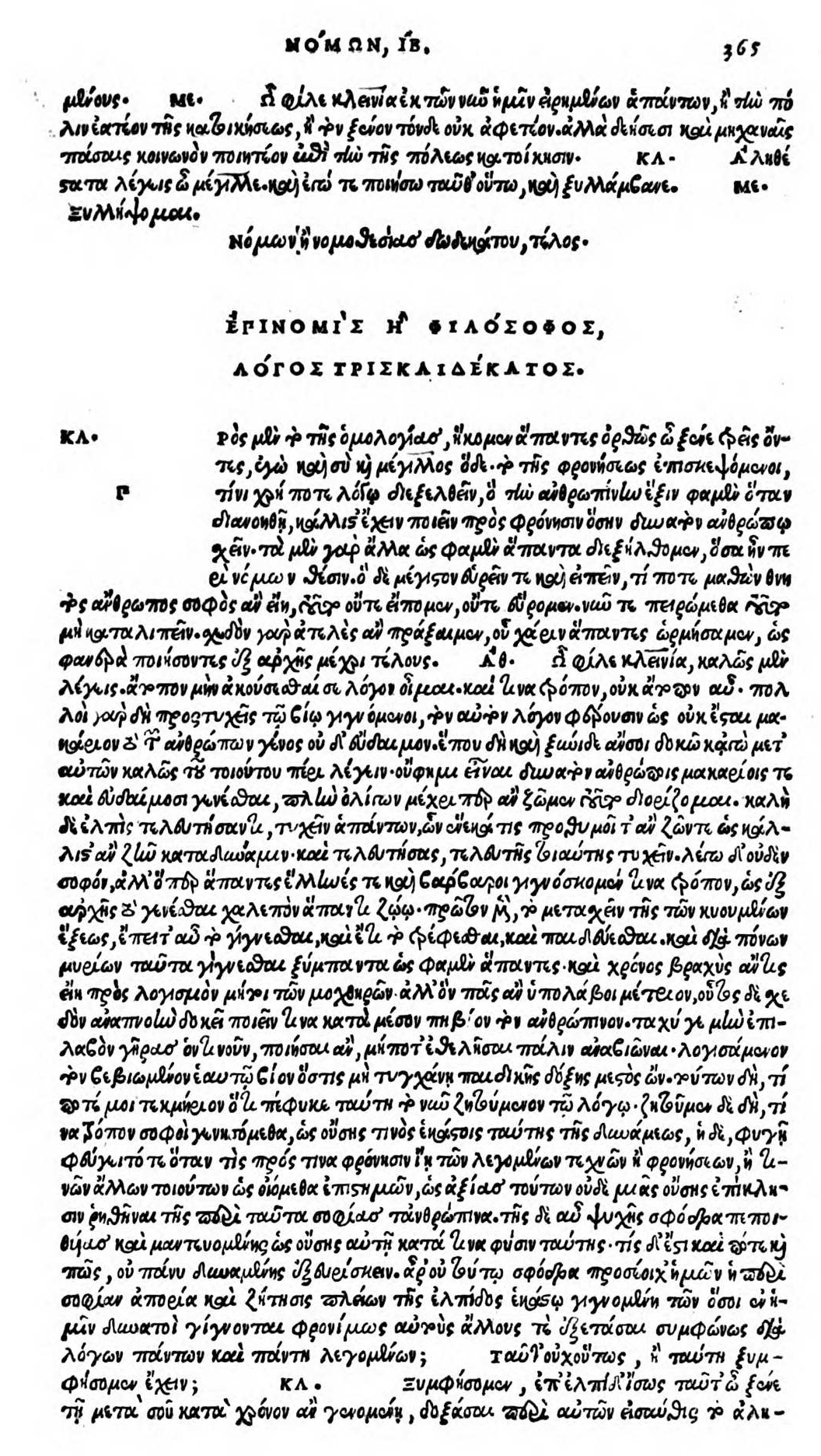
Comienzo del diálogo Epinomis (griego).

El Epinomis (griego: Ἐπινομίς) es un diálogo que pretende ser continuación de la discusión emprendida en las Leyes. Es atribuido tradicionalmente a los últimos diálogos de Platón, pero generalmente considerado como de dudosa procedencia. En la Antigüedad la autoría fue atribuida a Filipo de Opunte y contemporáneamente podemos encontrar opiniones diversas, algunos lo consideran como una obra de Filipo de Opunte, otros son firmes defensores de que fue escrito por Platón y otros lo consideran espurio.

## Ubicación dentro delcorpusplatónico
Calonge Ruiz y García Gual proponen el siguiente orden:
1. Época de juventud (393-389). Se caracterizan por sus preocupaciones éticas. Están plenamente influidos por Sócrates. Estarían representados por: Apología, Ion, Critón, Protágoras, Laques, Lisis, Cármides y Eutifrón.
2. Época de transición (388-385). Esta fase se caracteriza también por cuestiones políticas, además, aparece un primer esbozo de la Teoría de la reminiscencia y trata sobre la filosofía del lenguaje. Lo constituyen los siguientes diálogos: Gorgias, Menón, Eutidemo, Hipias menor, Crátilo, Hipias Mayor y Menexeno.
3. Época de madurez (385-370). Platón introduce explícitamente la Teoría de las Ideas y desarrolla con más detalle la de la Reminiscencia. Igualmente se trata de distintos mitos. Lo conforman: El banquete, Fedón, La República y Fedro.
4. Época de vejez (369-347). En esta fase revisa sus ideas anteriores e introduce temas sobre la naturaleza y la medicina. Se incluyen: Teeteto, Parménides, Sofista, Político, Filebo, Timeo, Critias, Leyes y Epinomis.

## Su nombre
El diálogo comúnmente es conocido como “Epinomis”, que viene de la partícula griega epí (ἐπι “sobre, luego”) y nomos (νόμος “ley”) y quiere decir “complemento o conclusión de las leyes”. Las fuentes también indican que se lo nombra como el libro XIII de las Leyes (lo que no quiere decir que el diálogo se divida en doce libros lo que “probablemente no se haya hecho hasta la época Helenística.”), también se lo conoce como “Concejo Nocturno” (porque tiene que ver con la educación superior del Consejo.), así como conocido “El Filósofo” (porque los miembros del consejo debían ser verdaderos filósofos).

## Personajes
Los personajes que están involucrados en el diálogo son los mismos que los de las Leyes: Clinias de Creta, Megilio de Lacedemonia y un ateniense.

## Estructura del diálogo
El diálogo en sí mismo, no da pista alguna de que los tres personajes se hayan reunido en un lugar determinado, solo da a entender de manera implícita que han acordado de antemano juntarse.
Al acercarse al texto uno puede establecer que el objeto de Epinomis es poder saber que es la sabiduría y por qué medio se consigue. A pesar de esto tan solo una pequeña parte es dedicada acerca de cómo nos es dada esa educación y de esa pequeña parte es poca la mención al trayecto de ese estudio. El diálogo habla más del aspecto religioso del tema.
La primera parte del diálogo es dedicada a la pregunta acerca de cuáles ciencias o artes son sabiduría y cuáles no. Hay un gran pasaje dedicado a eliminar esos conocimientos hasta llegar al conocimiento matemático que es derivado de la observación de los cuerpos celeste, los cuales tienen que ser divinos.
Finalmente, la sabiduría es identificada con la piedad, que significa el completo dominio de los conocimientos matemáticos y astronómicos. Los verdaderos filósofos consideraran los cuerpos celestes como dioses; sin embargo, el punto central de este credo es la convicción de la unidad de la naturaleza como un solo sistema guiado por la divina inteligencia. En el avance vemos que el lado religioso se hace cada vez más prominente y esto se debe entender como una misión de reforma religiosa por parte del autor. Es entonces cuando se da el trabajo de los dioses visibles y de los cuerpos celestes que toman el lugar de los dioses de la mitología.
No se deja pasar por alto el tema del alma que es el punto de partida y su prioridad respecto del cuerpo. Se explica la necesidad del alma de contemplar los cuerpos celestes y descubrir en ellos una inteligencia que los conduce. Este estudio es necesario tanto para el filósofo como para el público en general.

## Problemática filosófica

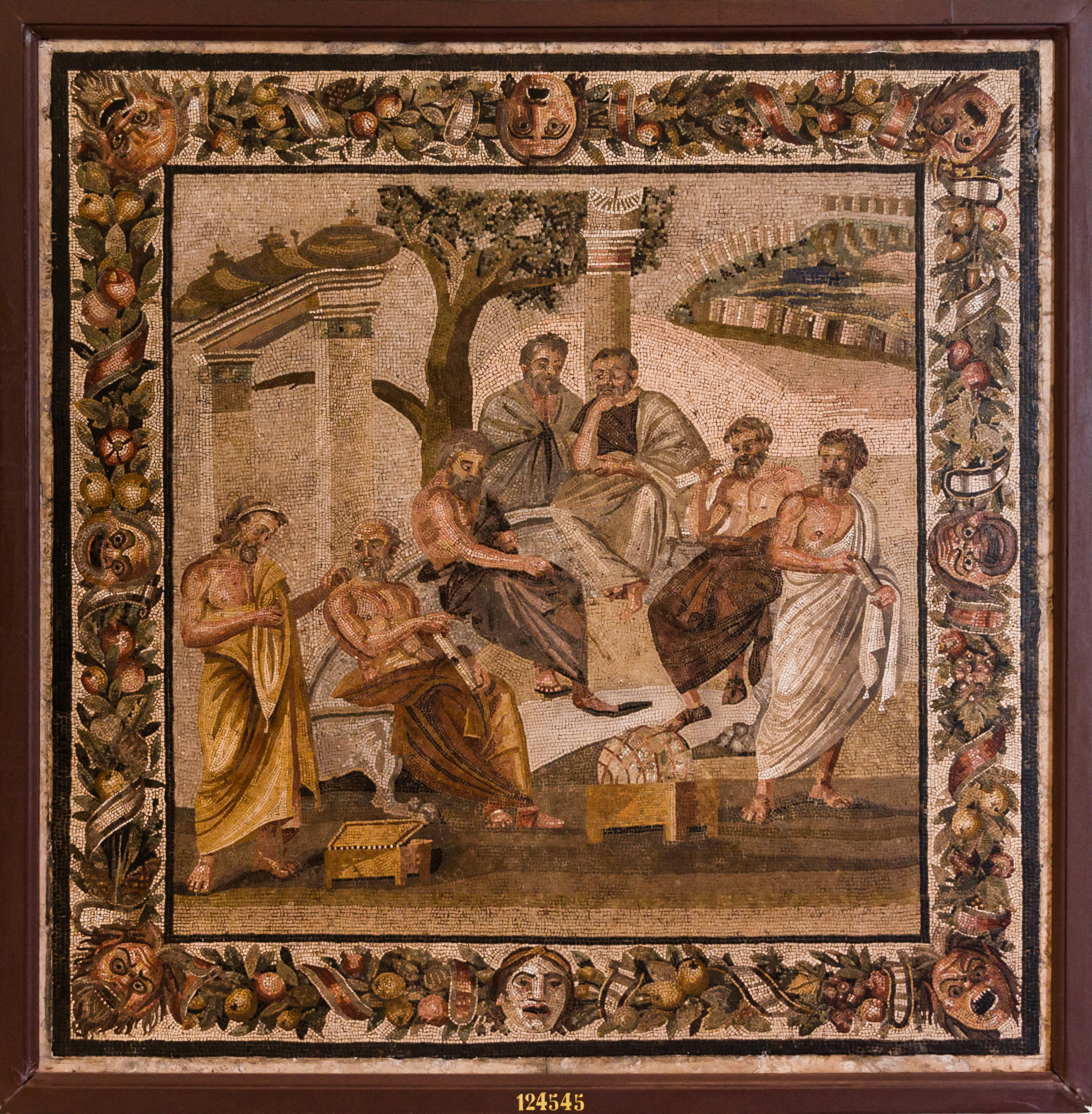
Academia de Platón.

El problema que estrictamente muestra el texto está en la primera parte del diálogo cuando Clinias dice: “Henos aquí reunidos todos tres, como habíamos convenidos, tú, extranjero, Megilo y yo, para examinar de qué manera examinaremos esta parte de la prudencia, que, en nuestra opinión, prepararía perfectamente al hombre que la hubiese comprendido, para adquirir toda la sabiduría de que la naturaleza humana es capaz. Los demás puntos de la legislación, ya los hemos tratado, a nuestro parecer, suficientemente; pero esta cuestión, la más importante que puede dilucidarse y resolverse, quiero decir, qué ciencias pueden hacer sabio al hombre mortal, no la hemos dilucidado ni resuelto. Abordémosla hoy; pues en otro caso dejaríamos imperfecta una obra, que hemos emprendido con el designio de explicárnosla claramente desde el principio hasta el fin.”. Por otra parte Patricio de Azcárate dice que el texto “se esfuerza en demostrar que el deber más importante del legislador es estudiar, hasta que conozca a fondo, las ciencias de los números, la astronomía y la geometría".
El texto recorre la descripción del mundo celeste y quien tiene las aptitudes necesarias podrá elevarse hacia dicha contemplación con ayuda de la ciencia de los números. Al respecto Harward dice que la visión, de que en el estudio del universo visible, es donde el hombre encuentra el más alto ejercicio de su inteligencia pertenece a los últimos diálogos de Platón.
La enseñanza, de los primeros diálogos, colocan énfasis en la necesidad de recorrer desde lo visible hacia lo invisible y las cosas que nosotros vemos son útiles solo como estímulo del estudio de lo invisible. Sin embargo, este Platón tiene una nueva visión de la astronomía como un estudio en el cual observado el fenómeno (el cual descansa en las leyes matemáticas) y siguiendo el mencionado camino se llega a la felicidad en esta vida y en la siguiente. Esta verdadera sabiduría en la cual piedad y conocimiento científico se encuentra y se hacen idénticos.

## Contenido del diálogo
El diálogo conocido como Epinomis o El Filósofo tiene como principal hablante a un ateniense quien es el responsable de la discusión en torno a la cual están reunidos.

### Introducción y primera parte
Clinias, primeramente, toma la palabra para exponer la cuestión original del diálogo. Este comenta que se han reunido los tres (él mismo, Megilo y el ateniense) “para examinar de qué manera trataremos esta parte de la prudencia, que, en nuestra opinión, prepararía perfectamente al hombre que la hubiese comprendido, para adquirir toda la sabiduría de que la naturaleza humana es capaz”. Clinias advierte que los otros puntos ya se han discutido, pero queda resolver la cuestión más importante, la cual es dilucidar que ciencias pueden hacer sabio al hombre mortal.
El ateniense comenta que es absolutamente imposible a los hombres alcanzar la verdadera felicidad en la vida presente, salvo a un corto número. La vida para el hombre es un estado de sufrimiento, en la que el hombre no tiene sino unos cuantos respiros por un breve tiempo. Sin embargo, el propósito es realmente buscar el medio necesario para alcanzar dicha sabiduría, la cual se va alejando en la medida que nos aproximamos hacia las artes, conocimientos y lo que se llaman ciencias, que falsamente poseen ese nombre.
Para poder satisfactoriamente responder a la cuestión inicial es menester tocar diversos puntos que el hablante considera necesarios.

### Rechazo sapiencial de ciertas ciencias y artes
En primer lugar, se procede a recorrer todas las falsas ciencias y artes e ir inductivamente rechazándolas para finalmente lograr un resultado satisfactorio. Se comienza hablando de las artes que son necesarias para la vida y en primer lugar habla de las artes relativas a las primeras necesidades del género humano, por las que, quién aspire a obtener el premio de la virtud, no debe dedicarse a ellas. Estas son, el arte que hizo que los primeros hombres dejaran de alimentarse de carne humana y les enseño a servirse de la carne de los animales; en segundo lugar, toda clase de agricultura, ya que según el diálogo los que cultivan la tierra lo hacen por “naturaleza y por inspiración divina”; luego se refiere a la construcción de casas y a la agricultura, el arte de trabajar toda clase de muebles de metal, en madera, en barro, en tejido, y aún el de fabricar herramientas de toda clase, estos trabajos, según el autor, serían útiles a la sociedad, pero no se refieren a la virtud; así también no confiere sabiduría el arte de la caza, ni el arte de los adivinos e intérpretes ya que “conciben únicamente el sentido de sus palabras, pero ignoran la verdad de las mismas”.
A continuación, examina las artes de “puro entendimiento” en las cuales “unos emplean la prosa o cualquier especie de verso; otros son hijos del dibujo y expresan una infinidad de figuras diferentes con materias secas o blandas”, estas artes de imitación nunca han hecho nacer la sabiduría en el alma de los que las cultivan con mayor esmero.
Con respecto a las artes cuyo fin es “ser útiles al hombre en una infinidad de ocasiones” son rechazadas de igual forma como conducentes hacia la sabiduría ya que en la guerra tiene un papel preponderante la fortuna y el valor, que nada tienen que ver con la sabiduría; en la medicina (al igual que la guerra) no se apoya en reglas fijas sino que se apoya en conjeturas; con respecto a los pilotos y al gente de mar les niega la cualidad de sabio porque nos saben la causa que hace que los vientos se muevan (el cual es un conocimiento esencial de la navegación); con respecto al derecho aduce que su mérito consiste en tener memoria y conocer cierta rutina y que si bien pueden discernir que es lo que pasa por justo en las opiniones de los hombres, están muy lejos de alcanzar la verdad. Menciona también la capacidad de aprender con facilidad, a la cual el hombre prudente nunca la consideraría como sabiduría.

### La ciencia de los números
Quienquiera que haya sido el autor, rechaza todos estos conocimientos como medio para la sabiduría real, solo por sí mismos confieren una sabiduría aparente. Esta ciencia que merece el nombre de sabiduría sería tal que “saque de la clase de artesanos y del común de las gentes al que la haya adquirido, haciendo de él un hombre sabio y virtuoso, un ciudadano justo y ordenado en toda su conducta, sea que mande, sea que obedezca”. Al principio no la nombra, sino que va analizando lo más inmediato y elemental que es la ciencia de los números, ya que sin esta el hombre sería tan insensato como un animal. Este conocimiento se presenta bajo mil formas, es la base de las demás artes y por la cual puede explicar el orden celeste y terrestre y es tan elemental que quitando este mismo, al hombre, sería incapaz de toda prudencia. A pesar de esto no le es dado comprender a todo el mundo toda la virtud y eficacia de la esencia de los números.
Terminado el discurso de la necesidad del conocimiento de los números se pregunta el ateniense si por esto sería verdaderamente sabio y virtuoso, y para su debida respuesta nos conduce por un discurso que se remonta al principio.
Primero, nos dice, que tiene que hablar del origen de los dioses ya que “deberemos tomar el camino más recto para elevarnos a lo más sublime que hay en la sabiduría, que es origen de los dioses” según los cuales se que “en su providencia se extiende a todo, lo mismo que a las cosas pequeñas que a las grandes, y que son inflexibles contra la injusticia”. El autor bajo la forma del ateniense dice que el punto fundamental de la discusión había sido que el alma había existido antes que el cuerpo en razón de que una naturaleza más excelente debía ser más antigua y divina. Ellos se ponen de acuerdo en considerar al animal como una unión de cuerpo y alma.

### Los cinco elementos y los ocho poderes
Después de que haya hablado de los dioses, se determina a hablar de los elementos constituyentes de los cuerpos más bellos y perfectos, que son el fuego, el agua, el aire, la tierra y el éter. Según la combinación de estos es como se formaba la multitud de animales diferentes.
El autor toma en primer lugar a la especie terrestre cuya composición está dominada por la tierra y son mortales, asimismo, nombra a los astros que participan principalmente del fuego. A estos, dice el ateniense, les pertenece una existencia inmortal, incorruptible y completamente divina, no están desprovisto de razón, ya que hacen siempre las mismas cosas y de la misma manera, y debido a estos es por lo que se los considera en este diálogo, como movidos por la divinidad. Concluye que se les debe veneración ya o porque son dioses o porque son imágenes de ellos. Con los otros elementos llegan a ser otras especies de animales tales como los demonios o semidioses.
Luego de la consideración de los elementos, nos relata el hablante que hay el cielo ocho poderes divinos: uno está en el sol, otro en la luna y el otro en todos los astros; luego, el cuarto y el quinto son el del sol y el de la estrella de la mañana (a la cual se le adjudica el nombre de la diosa Venus), el otro poder no tiene nombre ya que fue hecho por un bárbaro, el siguiente es Mercurio y el octavo es el mundo superior. Menciona el ateniense tres astros más tal como Cronos, Júpiter y Marte.
Con respecto a estas consideraciones dice el autor: “A la presencia de este orden, sorprendido primero el hombre y lleno de admiración ha concebido en seguida el vivo deseo de saber en esto todo lo que una naturaleza mortal puede conocer, persuadido de que este es el medio de pasar la vida más inocente y más dichosa, y de ir después de la muerte a los sitios destinados a ser la estancia de la virtud; y después de haberse iniciado de una manera verdadera y real, poseyendo solo la sabiduría única, pasan el resto de sus días en la contemplación del más encantador de los espectáculos.”

### Conclusión y retorno a la pregunta inicial
Finalmente, retoma la pregunta inicial acerca de si esta sabiduría, que ha sido objeto de las recientes indagaciones, está unida a una ciencia o a un arte teniendo en cuenta la causa de nuestra ignorancia, por la cual practicamos mal la esencia de la virtud y que es la piedad para con los dioses.
Estas ciencias son la astronomía, la ciencia de hacer conmensurables y la geometría. Tales son las ciencias que es preciso dedicarse, mas para llevarlas a su término se debe elevarse a la contemplación de la generación de los dioses y de la naturaleza soberanamente bella y divina de los seres visibles, hasta donde Dios ha dado el poder de penetrarla.
El texto de este modo termina con la conclusión a la cuestión planteada: "Ahora se ve la verdad de lo que dijimos al principio; que era imposible a los hombres, salvo a un corto números, alcanzar la perfecta felicidad, una completa dicha. En efecto, queda demostrado que los que han recibido del cielo a la vez una índole divina, prudencia y otras virtudes, y que además han adquirido todos los conocimientos que conducen a esta dichosa ciencia (ya hemos dicho cuales son estos conocimientos) son los únicos que han adquirido y poseen completamente todos los elementos de la verdadera felicidad. Digamos, pues, aquí en la esfera privada y establezcamos por una ley en la pública, que los primeros cargos del Estado serán encomendados a estos mismos que han cultivado estas ciencias, cuando hayan llegado a edad avanzada; y que todos los demás ciudadanos, siguiendo sus pasos, se ocuparán en tributar alabanzas a los dioses y a las diosas. Respecto a nosotros, después de haber estudiado y reconocido suficientemente a los miembros del consejo que se celebrará antes del amanecer, no podemos hacer mejor cosa que exhortarles a todos a que admiren esta sabiduría."

## Discusión acerca de su autenticidad
Tradicionalmente se lo adjunta a Epinomis en el canon de las obras platónicas, sin embargo, se lo considera comúnmente un diálogo dudoso. Hasta el siglo XX, estaba generalmente condenado, pero en los últimos tiempos ha conseguido adeptos que justifican su veracidad. A pesar de esto no se ha librado de su mal nombre.
En la antigüedad ya por Diógenes Laercio y fuentes utilizadas por Suda atribuyeron la obra a Filipo de Opunte. Si se tomara como falsa la veracidad de la autoría de Platón, se debe considerara como una falsificación literaria a diferencia de otros diálogos dudosos (con excepción de las cartas que son espurios).
No solo fue cuestionada su autenticidad en referencia a cuestiones un poco más externas, sino que se problematizó su autenticidad con respecto a su contenido filosófico. Leonardo Tarán, encontrando muchos paralelos de los materiales supuestamente no platónicos, declaró como espurio (en palabras de un crítico) “el terreno más firme del malentendido o contradicción de las doctrinas platónicas, tal como el lugar de la astronomía por encima de la dialéctica como el supremo objeto de estudio, el rechazo de las Ideas, la introducción de un quinto elemento, el éter, entre el fuego y el aire, y la teoría rebuscada de demonios habitando los tres elementos del medio.” Werner Jaeger nombra cierta influencia de Aristóteles en la idea de un “quinto cuerpo”.
Por otra parte, y en favor de la autenticidad del Epinomis, J. Harward critica las opiniones de C. Riffer, el cual refiere el trabajo a Filipo de Opunte en referencia a las características no platónicas del diálogo, y de W. Jaeger, quien caracteriza el texto como una representación de las últimas versiones de la vida de Platón. Considera que todavía hay libros que lo condenan sobre la base de fundamentos muy exiguos. Afirma el, que lo que sabemos de Filipo de Opunte son datos insuficientes salvo que fue discípulo de Platón.
Harward menciona que cuando la genuinidad de un trabajo está en disputa, la decisión depende de una elección entre posibilidades. En el caso de Epinomis, nosotros tenemos la evidencia externa en contra (lo cual sería sumamente escaso), no obstante, es más razonable inclinarse en que la evidencia del estilo esta en favor de la autenticidad y que correspondería al último Platón.
El análisis del estilo en Gerard Ledger apoya a Epinomis como un diálogo platónico apoyado entre las similitudes entre este diálogo y las Leyes, Filebo, el Sofista y el Timeo, como también la Carta Séptima. Holger Thesleff sospecha, en esta misma línea, que las características no platónicas se deben a que, en el último tiempo de Platón, unos jóvenes socios le ayudaban en la escritura de los textos.
W. K. C. Guthrie, en sentido opuesto, cree firmemente que Platón no fue quien escribió este diálogo y valora las opiniones de Leonardo Tarán como acertadas. Se adhiere a la afirmación de Diógenes Laercio, que es prueba de una distinción clara de la Antigüedad, que las Leyes fueron transcritas por Filipo de Opunte y que el Epinomis es su obra propia (considera natural los estudios de Filipo en la Academia y que de buena voluntad podría haber compilado lo que, en su opinión, habría escrito Platón). Afirma también que la mención a los cinco elementos no es un obstáculo para censurarlo, pero que no son descritos de la misma forma que en el Timeo y que en este diálogo, el éter, aparece como una “quinta rueda” sin posición ni función especiíficas.